# JSF Nanterre
Jeunesse sportive des Fontenelles de Nanterre (Abkürzung: JSF Nanterre) ist ein französischer Basketballverein aus Nanterre am Rande von Paris in der Île-de-France. Er ist seit 2011 in der höchsten Spielklasse des Landes, der Ligue Nationale de Basket Pro A, vertreten, und gewann 2013 die französische Meisterschaft.

## Vereinsgeschichte
Der Verein wurde 1927 gegründet, wobei man seit 1987 mit der Herrenmannschaft Leistungssport betreibt. Trainer der Mannschaft wurde in jenem Jahr Pascal Donnadieu, Sohn des Vereinspräsidenten Jean Donnadieu. 
Von 1989 bis 2004 stieg der Club zehnmal auf, ohne jemals Relegationsspiele austragen zu müssen oder die grundlegende Leitung zu wechseln: Jean Donnadieu als Präsident und Pascal Donnadieu als Trainer sind seither immer im Amt gewesen. Diese Bemühungen führten 2004 schließlich zum Aufstieg in die zweite Spielklasse Pro B der Ligue Nationale de Basket (LNB). Nachdem man bereits im Pokalwettbewerb „Coupe de France“ 2007 ins Finale und 2008 und 2010 ins Halbfinale eingezogen war, gelang 2011 der Aufstieg in die höchste Spielklasse Pro A.
Seit 2007 bietet der Club mit Unterstützung der Gemeinde Nanterre ein Ausbildungszentrum (Leistungssport und Schulbildung) in der Île-de-France an.

## Pro A, Meisterschaft und Gewinn der EuroChallenge
In seiner ersten Spielzeit in der Pro A erreichte der Aufsteiger 14 Siege in 30 Spielen und erreichte einen elften Platz in der Abschlusstabelle. In der zweiten Saison erreichte man erneut das Pokalfinale, das gegen den lokalen Rivalen Paris-Levallois Basket im Palais Omnisports de Paris-Bercy mit drei Punkten Unterschied verloren ging. In der Meisterschaft gelang mit einem Sieg mehr eine ausgeglichene Saisonbilanz; in einem direkten Vergleich mit drei anderen Mannschaften wies man die zweitbeste Bilanz auf und gelangte so auf den achten Platz der Abschlusstabelle und den letzten Qualifikationsplatz für die Play-off-Finalrunde.
Stellte bereits die Qualifikation für die Play-offs angesichts des zweitgeringsten Vereinsetats der Liga einen Erfolg dar, so konnte dieser im weiteren Verlauf noch gesteigert werden, indem Nanterre in der ersten Runde den Hauptrundenersten BCM Gravelines und im Halbfinale den Titelverteidiger Élan Sportif Chalonnais jeweils glatt in zwei Spielen besiegte. Somit zog man ins Finale gegen den Hauptrundenzweiten Strasbourg IG ein. Hier erlitt Nanterre im Auftaktspiel den ersten Rückschlag in den Play-offs durch eine deutliche 55:89-Niederlage in Strasbourg. Nachdem man das zweite Spiel in Strasbourg gewonnen hatte, wechselte man ins Stade Pierre de Coubertin in Paris, da die eigene Halle zu klein und für Fernsehübertragungen nicht geeignet ist. In der Heimspielstätte des Ligakonkurrenten Paris-Levallois gewann man die nächsten beiden Finalspiele und sicherte sich völlig überraschend bei seiner ersten Play-off-Teilnahme den französischen Meistertitel. 
Durch diesen Erfolg startet der Klub in der Saison 2013/14 in der EuroLeague. In dieser gelang Nanterre am 3. Spieltag eine Sensation, als auswärts beim FC Barcelona ein 71:67-Sieg eingefahren wurde, was zeitgleich der erste Sieg im laufenden Wettbewerb war. Letztendlich schied Nanterre in der Vorrunde aus, anschließend reichte es im ULEB Eurocup zumindest für den Achtelfinaleinzug. Zudem gewann man 2014 erstmals den Französischen Pokalwettbewerb.
In der Saison 2014/15 gewann JSF durch einen 64:63-Sieg im Finale gegen Trabzonspor den drittwichtigsten Europapokal im Basketball, die EuroChallenge.

## Aktueller Kader
| Spieler | Spieler            | Spieler            | Spieler    | Spieler | Spieler | Spieler                        |
| Nr.     | Nat.               | Name               | Geburt     | Größe   | Info    | Letzter Verein                 |
| ------- | ------------------ | ------------------ | ---------- | ------- | ------- | ------------------------------ |
|         |                    | Guards (PG, SG)    |            |         |         |                                |
| 5       | Frankreich         | Warren Racine      |            | 189     |         |                                |
| 9       | Frankreich         | Jérémy Nzeulie     | 15.02.1991 | 188     |         | JSA Bordeaux Basket            |
| 22      | Vereinigte Staaten | Gerald Robinson    |            | 185     |         |                                |
| 44      | Vereinigte Staaten | TJ Campbell        | 23.01.1988 | 175     |         | JDA Dijon                      |
|         |                    | Forwards (SF, PF)  |            |         |         |                                |
| 7       | Vereinigte Staaten | Tasmin Mitchell    | 25.06.1986 | 201     |         | Champagne Châlons Reims Basket |
| 10      | Vereinigte Staaten | Mykal Riley        | 14.07.1985 | 198     |         | JDA Dijon                      |
| 11      | Frankreich         | Hugo Invernizzi    | 07.01.1993 | 196     |         | STB Le Havre                   |
| 24      | Vereinigte Staaten | Romero Osby        | 07.05.1990 | 203     |         | Le Mans Sarthe Basket          |
|         |                    | Center (C)         |            |         |         |                                |
| 1       | Frankreich         | Fernando Raposo    | 07.07.1989 | 207     |         | Orléans Loiret Basket          |
| 14      | Frankreich         | Mouhammadou Jaiteh | 27.11.1994 | 206     | A-Nat   | S.O.M. Boulonnais              |

| Trainer    | Trainer          | Trainer  |
| Nat.       | Name             | Position |
| ---------- | ---------------- | -------- |
| Frankreich | Pascal Donnadieu | Chef     |
| Frankreich | Franck Le Coff   | Co       |

| Legende           | Legende         |
| Abk.              | Bedeutung       |
| ----------------- | --------------- |
| A-Nat             | Nationalspieler |
| Quellen           |                 |
| Teamhomepage      |                 |
| Stand: 22.09.2015 |                 |

| Legende           | Legende         |
| Abk.              | Bedeutung       |
| ----------------- | --------------- |
| A-Nat             | Nationalspieler |
| Quellen           |                 |
| Teamhomepage      |                 |
| Stand: 22.09.2015 |                 |

## Erfolge
National
- Französischer Meister: 2013
- Französischer Pokalsieger: 2014, 2017

International
- Sieger EuroChallenge: 2015
- Sieger FIBA Europe Cup: 2017

## Bekannte Spieler
| - Mats Levin 2004/05 - Ivan McFarlin 2005/06 - Andrew Drevo 2005–2007 - Adrien Moerman 2007/08 - / Adam Waleskowski 2008 - Malick Badiane 2009/10 - Evan Fournier 2009/10 - Diante Garrett 2011/12 | - Mamoutou Diarra 2011–2013 - Stephen Brun 2011–2013 - Chris Oliver 2012/13 - David Lighty 2012/13 - Trenton Meacham seit 2012 - Ali Traoré seit 2013 - Je’Kel Foster seit 2013 - Serhij Hladyr seit 2013 |